# Hökösenjärvi
Hökösenjärvi är en sjö i kommunerna Siilinjärvi och Lapinlax i landskapet Norra Savolax i Finland. Sjön ligger 95,2 meter över havet. Den är 9 meter djup. Arean är 55 hektar och strandlinjen är 4,46 kilometer lång. Sjön  ingår i Vuoksens huvudavrinningsområde.   Den ligger omkring 29 kilometer norr om Kuopio och omkring 360 kilometer norr om Helsingfors. 